# Бычки-понтиколы
Бычки-понтиколы (лат. Ponticola) — род лучепёрых рыб из семейства бычковых. Встречаются в основном в пресных водах Черноморско-Каспийского региона в Евразии. Некоторые виды встречаются в солоноватоводном Чёрном и Каспийском морях. Считалось, что оно является частью подсемейства бычков Benthophilinae, также эндемичного для того же региона, хотя пятое издание справочника «Рыбы мировой фауны» не перечисляет никаких подсемейств в Gobiidae. Первоначально Ponticola описан как подрод рода Neogobius.

## Классификация
На апрель 2019 года к роду относят 16 видов:
- Ponticola bathybius (Kessler, 1877)
- Ponticola cephalargoides (Pinchuk, 1976)
- Ponticola constructor (Nordmann, 1840)
- Ponticola cyrius (Kessler, 1874)
- Ponticola eurycephalus (Kessler, 1874)
- Ponticola gorlap (Iljin, 1949)
- Ponticola gymnotrachelus (Kessler, 1857)
- Ponticola iljini (Vasil’eva & Vasil’ev, 1996)[5]
- Ponticola iranicus Vasil’eva, Mousavi-Sabet & Vasil’ev, 2015[6]
- Ponticola kessleri (Günther, 1861) — Бычок-головач
- Ponticola platyrostris (Pallas, 1814)
- Ponticola ratan (Nordmann, 1840) — Бычок-ротан
- Ponticola rhodioni (Vasil’eva & Vasil’ev, 1994)
- Ponticola rizensis (Kovačić & Engin, 2008)
- Ponticola syrman (Nordmann, 1840) — Бычок-ширман